# Palicourea ovata
Palicourea ovata är en måreväxtart som beskrevs av Huber. Palicourea ovata ingår i släktet Palicourea och familjen måreväxter. Inga underarter finns listade i Catalogue of Life.